# Bela Fernandes
Izabela Fernandes dos Santos, född 10 augusti 2004 i Campinas, är en brasiliansk skådespelare och sångerska.

## Filmografi
- Bom Dia & Cia (2014)
- O Zoo da Zu (2016–2018)
- As Aventuras de Poliana (2018–2020)
- O Melhor Verão das Nossas Vidas (2020)
- Fazendo Meu Filme (2022)

## Diskografi

### Sou Eu (2020)
- As Cores
- Até Parece
- Então Tá
- Loucamente
- O Maior Sentido
- Sou Eu

### Singel
- Crush (2018)
- Então Tá (2019)